# Роспуда
Роспу́да (пол. Rospuda) — река на северо-востоке Польши, протекает по территории Подляского воеводства. Длина реки составляет 80,7 км, площадь водосборного бассейна — 1104 км². Средний расход воды — 2,57 м³/с (в Рачках). Вытекает из озера Ниское-Езёро, течёт на юго-восток и впадает в озеро Роспуда-Аугустовска. В бассейне реки множество озёр. В долине Роспуды — природоохранная территория площадью 25 250 га. Здесь встречаются редкие виды растений и животных.

Река Роспуда и Августовский канал.
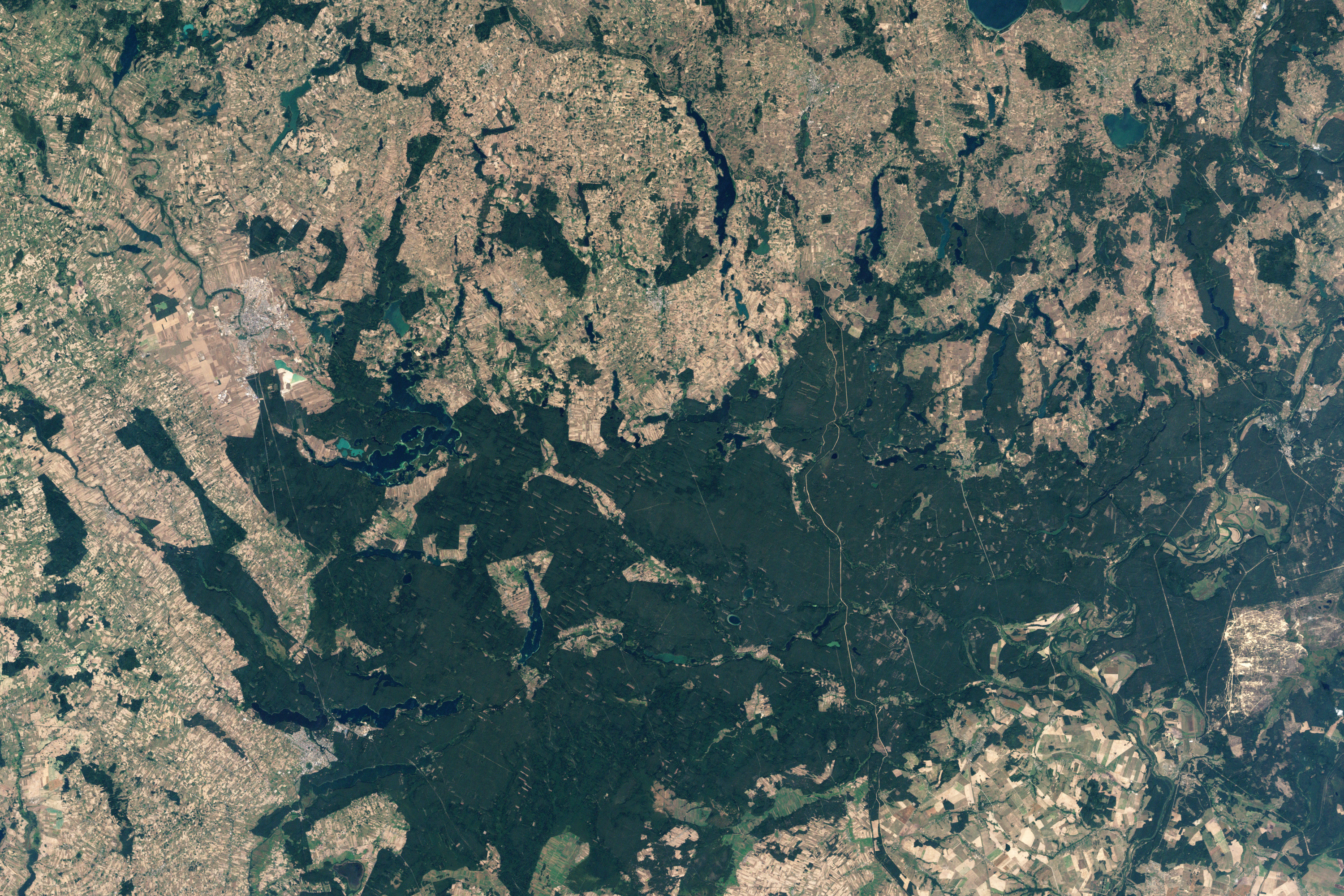
Долина Роспуды из космоса.